# خالد المرشد
خالد المرشد (مواليد 6 أبريل 1999) هو لاعب كرة قدم كويتي محترف يلعب في مركز الوسط مع النادي العربي ومنتخب الكويت لكرة القدم.